# معركة الأغواط (1852)
معركة الأغواط من اشهر المعارك في تاريخ المقاومة الشعبية في الجزائر والتي إستعمل فيها الجيش الفرنسي الأسلحة الكيمياوية[بحاجة لمصدر] لأول مرة ورغم ذلك لم يستسلم سكان الأغواط  وحاربوا لآخر رمق حيث إستشهد ثلثي السكان

## الاحتلال الفرنسي
عرفت الأغواط مراحل من المقاومة الشعبية للأمير عبد القادر، الأمير خالد والناصر بن شهرة. هذا الأخير، لم يكتب عنه الكثير. لكنه قاد المقاومة في الأغواط التي كانت في نظر الفرنسيين بوابة لعبور الصحراء نحو أفريقيا، ترددت فرنسا كثيرا لغزو الأغواط فبعثت في بادئ الأمر بحامية في ماي 1844م بها 1700 مقاتل اكتشف أمرها من طرف أمير المقاومة في الصحراء، الناصر بن شهرة، فأبادها عن آخرها، لقب من طرف فرنسا بالملثم أو الروجي لأنها لم تعثر له طيلة حياته على صورة حتى رحل إلى سوريا ومات هناك.
هذه الحادثة جعلت فرنسا تتفطن بخطر الصحراء فحضّرت لها حملة تأديبية سنة 1852م، يقودها كل من الجنرال بليسييه والجنرال ماريموش والجنرال جوسيف برسنانتي، وكانت الأغواط يحيط بها صور طوله 3 كلم تتلوه قلاع البرج[ ؟ ] الشرقي والغربي وقلعة سيدي عبد الله، عرض الصور 1,5 م بارتفاع 4 أمتار وأربعة أبواب و800 فتحة جعلت للأغراض العسكرية داخله عدد من السكنات قدرت بـ 40 سكن وواحات نخيل يتوسطها واد الخير اختفى حاليا. كانت هناك مقاومة[ ؟ ] ناجحة من 1851م إلى 1852م لولا صراع السكان، صراع بين حميدة والسبايسي عن الجنرال ماريموش الذي اتفق معه 
الشيخ أحمد بن سالم على أن لا تدخل الجيوش الفرنسية إلى الأغواط مقابل دفع جزية ممثلة في ضريبة سنوية حتى 28 أوت 1844م فاندلعت المقاومة قبل الهجوم الفرنسي المباشر، هذا ما أكده الأستاذ «عطا الله طالبي» مدير متحف المجاهد[ ؟ ] بالأغواط حسب التقارير الفرنسية التي لم ترتب لغزو الأغواط. استعدت فرنسا جيدا لضرب الأغواط بقيادة بوسكارين ولادمير وماريموش وجوسيف برايسي، هذا الأخير أرسل أربع من الجنود ينذر سكان الأغواط بتسليم المدينة، فأقسموا أن يموتوا تحت أسوارها، فقتلوا جنديين من الأربعة وبتاريخ 04 ديسمبر 1852م تحالف الجنرلات الثالثة، وتم إعلان لاستنفار في شمال الجزائر لضرب الأغواط بحشود عسكرية قدرت بـ 7.375 عسكري إضافة على فرسان حمزة عميل فرنسا وسيدي الشيخ بـ 1.200 بنواحي بريان من الجنوب، وحاصروا المدينة.
الجنرال جوسيف من الشرق أمام ضريح الولي الصالح سيدي الحاج عيسى، والجنرال بيلسييه من رأس العيون شمالا، ومن الغرب 3.000 جندي، فانقسم الفرسان المقاومون وسقطت المدينة بتاريخ 04 ديسمبر 1852م باستشهاد ثلثي السكان «2.500 شهيد» من أصل 3.500 ساكن، وقتل الجنرال يوسكارين و10 من كبار الضباط الفرنسيين، وبقي 400 ساكن، وهجر نحو الألف. حاول الفرنسيون حرق المدينة، وإبادة البقية لولا تدخل الجنرال راندو بوجهته الإنسانية أن سكان الأغواط شجعان ودافعوا عن مدينتهم، وليسوا من الجبناء، لذلك بقي السكان على حالهم. بقيت الجثث لمدة تفوق 06 أشهر قبل دفنها حتى دفنت كلها ورمت فرنسا ما يقارب 256 جثة في آبار، وتم حرقهم أحياء حسب ما أدلى به صبحي حسان ابن المنطقة، وهو يدرس في جامع وهران علم النفس الحربي، حيث مكث في فرنسا 14 سنة مكنته للإطلاع على الأرشيف الفرنسي بخصوص احتلال الأغواط أن الجيش الفرنسي ارتكب أكبر المجازر والجرائم، وهذا بمؤلفاتهم وشهاداتهم على أنفسهم، المؤرخون الفرنسيون آنذاك يعرفون بدقة مواقع هذه المجازر. ويقول ذات المتحدث أن أول معركة وقعت، أجريت فيها تجربة لسلاح المدفعية بمادة كيمياوية في مدينة الأغواط في 04 ديسمبر 1852 على الساعة 07 صباحا بالهجوم بمدفعية بوضع مادة في ضخيرة المدفع هذه المادة هي *الكلورفوروم* تؤدي إلى تنويم الناس وشل أعضائهم بتأثيره على نشاط الدماغ، وبعد ذلك وضعهم في أكياس وحرقهم أحياءً وهم مخدرين، هذا حسب تقرير الأستاذ أوكسينال بودانوس إلى قيادة الأركان الفرنسية للماريشال فيالاتيه فيمايخص التجربة الكيماوية، والتقرير موجود لحد الآن في الأرشيف الفرنسي ما يقارب 60 صفحة كتبت سنة 1853م لذلك ما زالت المقولة الشعبية «لقواط زينة أوفسدها الزيش الفرنسي» لأن الأغواط محطة عبور القادم إليها أثناء الاحتلال الفرنسي يتأسف بمرارة لما حصل لها.

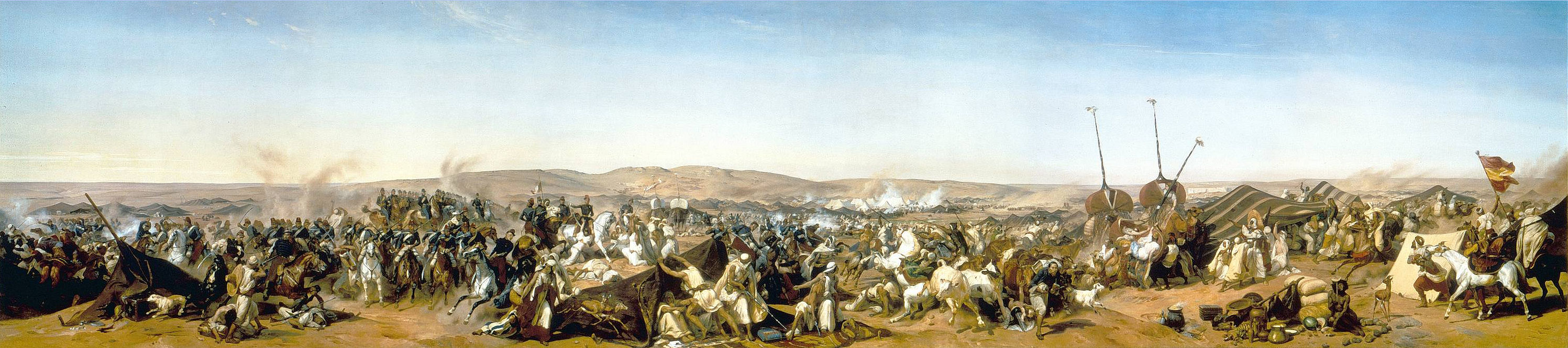
لوحة للفنان هوراس فيرني تبيّن رحى معركة الزمالة، التي جرت في 16 ماي 1843 تحت قيادة الأمير عبد القادر الجزائري.

### المقاومة في الأغواط

#### ظروف مقاومة مدينة الأغواط

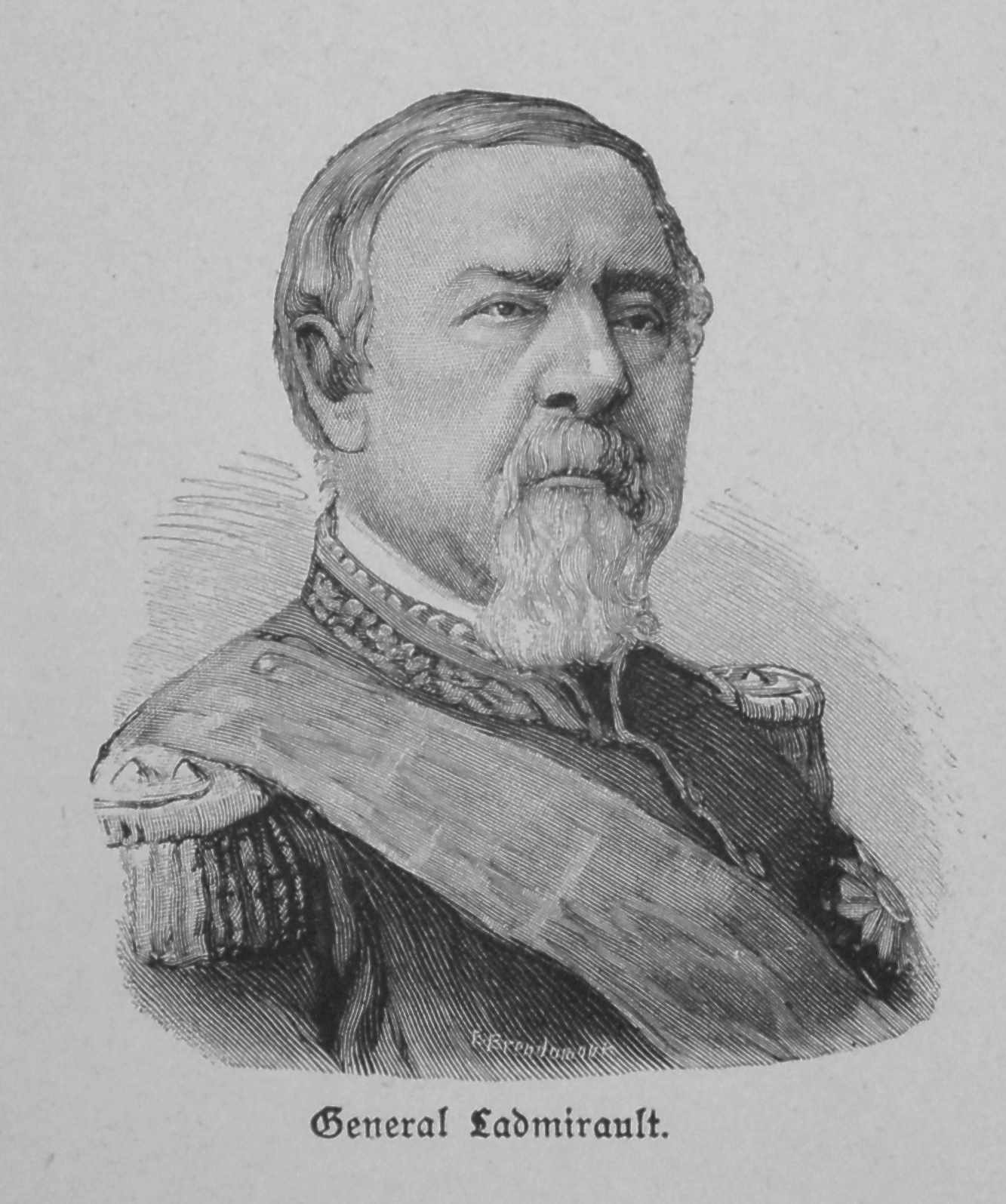
الجنرال لادميرول

عملت الإدارة الاستعمارية على بث روح النزاع والفرقة بين القادة والزعماء من القبائل[ ؟ ] وشيوخ الزوايا[ ؟ ] مما أدى إلى زعزعة المنطقة ونشوب اضطرابات غاية في الخطورة، في الوقت الذي اشتعل فيه فتيل مقاومة الزعاطشة، وهي كلها معطيات أقنعت فرنسا بضرورة شن حملة على الأغواط انطلاق من المدية بعد أن كلفت رسميا الجنرال لادميرول L'ADMIRAULT بالمهمة في ماي 1851. 
وفي 03 جوان[ ؟ ] 1851 دخل الطابور الفرنسي الجلفة، واستدعى شيوخ القبائل منهم خليفة الأغواط والآغا سي الشريف بلحرش وكان القائد ينوي تعيين الناصر بن شهرة خليفة على الأغواط عوض أحمد بن سالم غير أن ابن ناصر ظل يرى في الفرنسيين غزاة طامعين ورفض خدمتهم ليلتحق بالشريف محمد بن عبد الله أحد أعلام المقاومة في الجنوب الجزائري ضد الاحتلال.

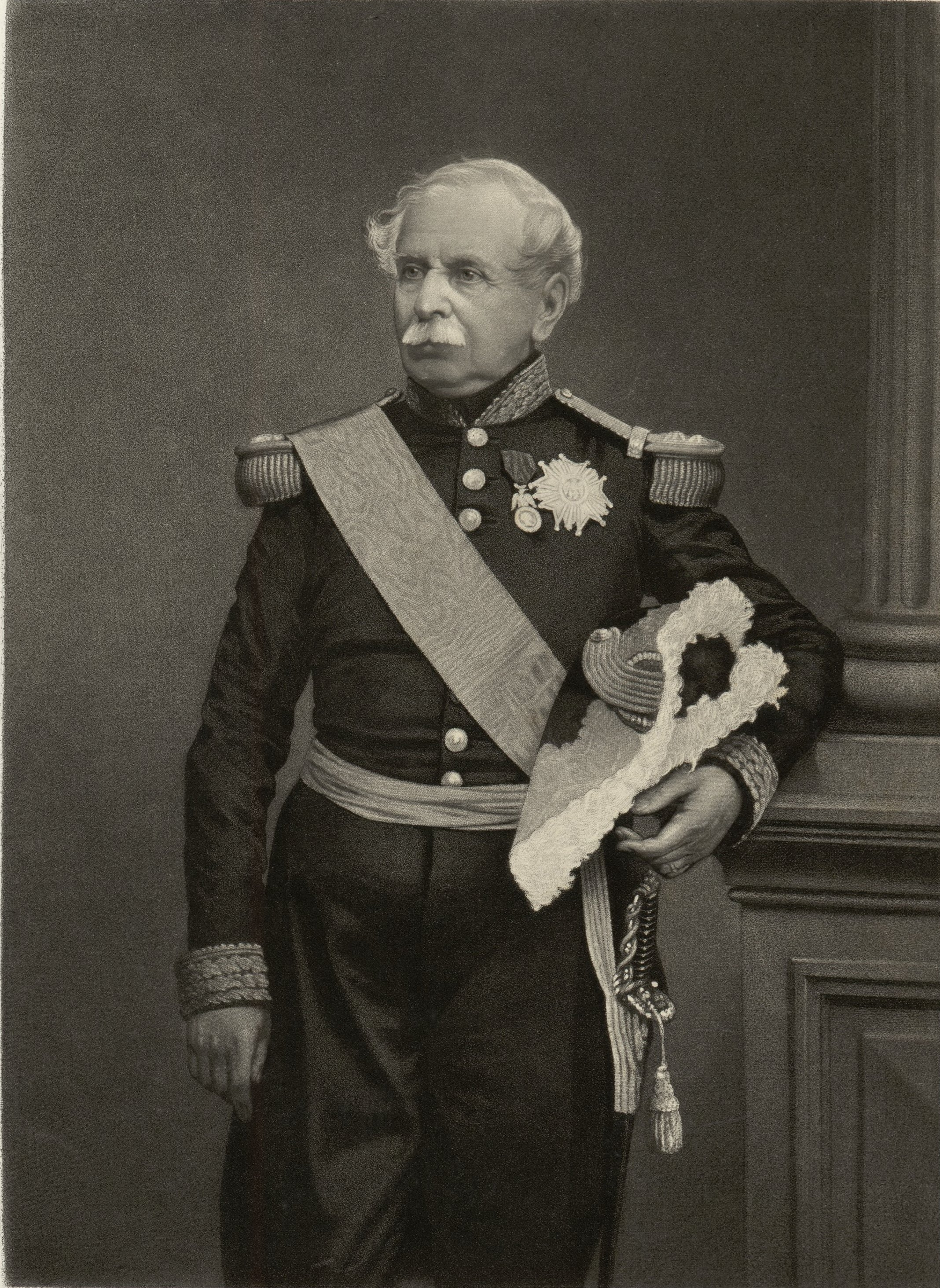
الحاكم العام للجزائر المارشال راندون

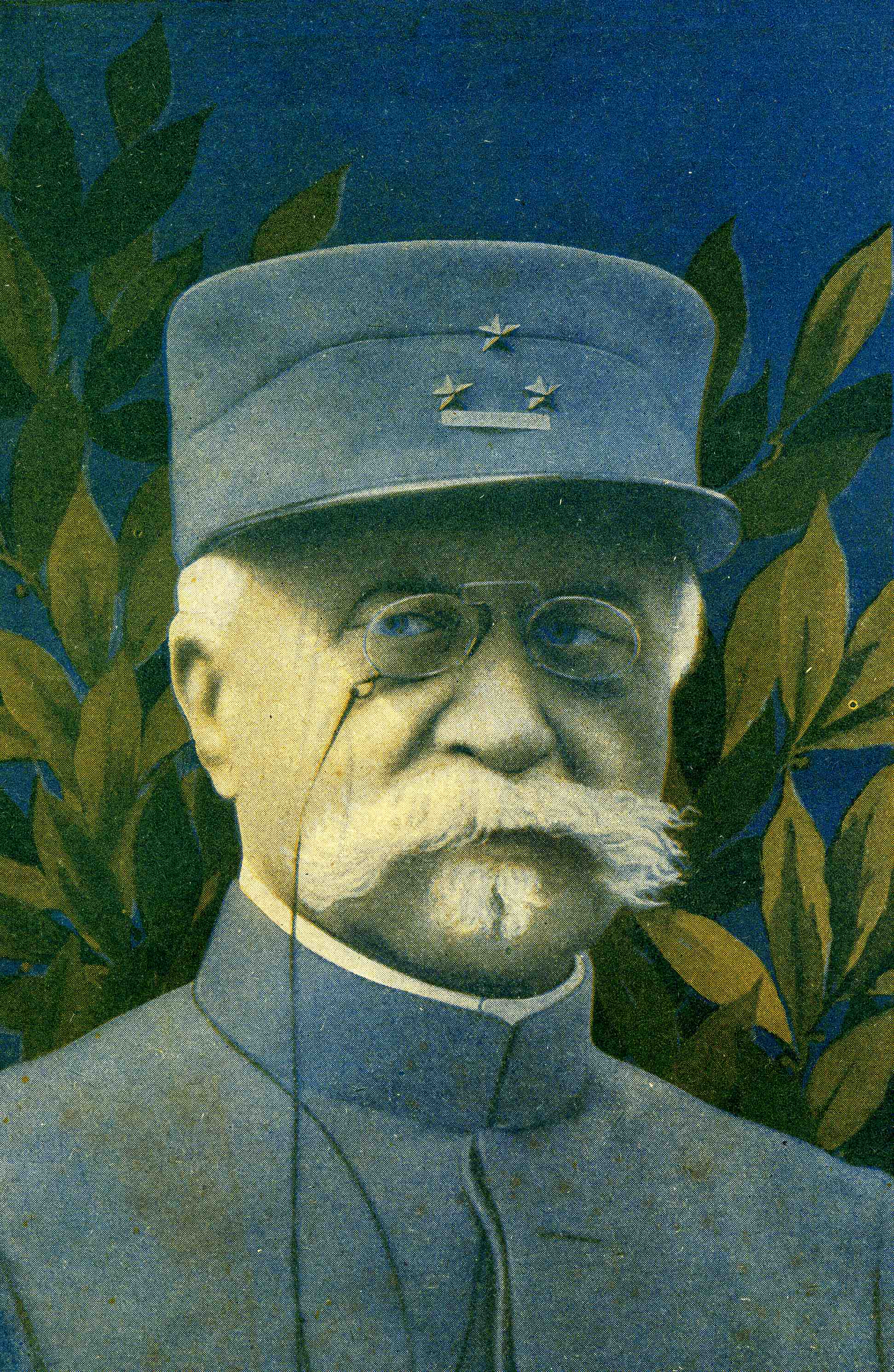
الجنرال ديلينيه

#### سقوط المدينة
إثر عودته إلى الأغواط، كان الناصر بن شهرة قد دخل قصر البلدة، ومن جانبه أمر الحاكم العام راندون الجنرال لادميرول Paul de Ladmirault في فبراير 1852 بالسير إلى الأغواط في طابور يزيد على 1.500 جندي، وكان وصوله أسوار المدينة في 4 مارس ثم تقدم إلى غاية قصر الحيران دون مواجهة حيث ثبتّ فيها كتيبه من الجيش وفرقة من الصبايحية ليعود بعدها إلى الأغواط.و رغم ذلك بقيت الإدارة الاستعمارية متخوفة من رد الفعل الجزائري حتى أنها ارتأت استقدام وحدات إضافية من الجيش المرابط بتيارت بقيادة الجنرال ديلينيه (Déligny).
و من جانبه سار محمد بن عبد الله إلى نواحي مدينة الأغواط بغرض تأديب القبائل[ ؟ ] الرافضة الالتحاق به لكنه سرعان ما تراجع إلى تاجرونة قريبا من وادي زرقون بعد أن بلغه خبر تحرك الجنرال لادميرول كما عمل على حشد المزيد من رجال القبائل[ ؟ ] والالتحاق بجيش الناصر بن شهرة من القبائل الأرباع، أولاد سيدي عطاء الله، وسعيد عتبة، مخادمة ورقلة، شعانبة متليلي، أولاد عامر بتماسين، أولاد جلاب وأهل مزاب وقد أثار هذا الحشد تخوفات الفرنسيين ولهذا أوكلت للضابط «كولينو» COLLINEAU مهمة تجميع فرق الجيش استعدادا للمواجهة كما لم ينقطع الشريف محمد بن عبد الله عن التردد على الأغواط بهدف تحسيس وتوعية سكانها فلما علم الجنرال يوسف بالأمر وظف كل الأساليب لاستمالة أهل الأغواط مقابل حياة محمد بن عبد الله لكنه فشل في ذلك وعليه قرر الحاكم العام التدخل عسكريا لضرب الأغواط وإخضاعها وقد جند لأجل ذلك خمسة طوابير يقرر أوامرها الجنرال بيليسيي (Aimable Jean Jacques Pélissier)
كانت كل هذه الاستعدادات توحي باقتراب موعد شن الحرب وبالفعل انطلقت المعارك في صبيحة يوم 3 ديسمبر، على جبهات مختلفة ترمي لإيقاع الأغواط، واستمر الهجوم في اليوم الموالي حيث استطاعت القوات الفرنسية التمركز في المواقع الحصينة، واتخاذ المسجد مقرا لغرفة العمليات، وقد أسفرت المواجهة عن مقتل الجنرال بوسكاران فخلفه العقيد «كلار» بالتنسيق مع الجنرال يوسف لتنفيذ عملية اقتحام المدينة حيث اشتد الاقتتال في مختلف الأزقة وحتى المنازل كلف الجيش الفرنسي خسائر معتبرة وأظهر المجاهدون[ ؟ ] الحنكة والقوة في مقاومتهم، بينما ركزت المدفعية على ضرب أسوار المدينة للسماح بتوغل المزيد من العسكر الفرنسي الذين احتلوا أعاليها، واستمرت المواجهة طويلا لتنتهي بسقوط الأغواط ووقوع مجازر رهيبة من جراء الأعمال الوحشية التي ارتكبت في حق السكان وعلى جماجم هؤلاء احتفل بيليسييه بالنصر حيث فرشت الزرابي[ ؟ ] الفاخرة وسط المدينة وتناول عليها غداءهو هنأ ضباطه وقام بتعيين العقيد «كلار» قائدا أعلى على الأغواط، بينما استطاع الناجون من أهل المدينة الانسحاب وعلى رأسهم الشريف محمد بن عبد الله والناصر بن شهرة ويحي بن معمر والتلي بن لكحل بعد أدركوا أن المواجهة كانت تفتقر بكثير إلى عنصر التكافؤ العسكري خاصة بالنظر إلى ثقل حصيلة الضحايا التي تجاوزت 2.500 شهيدا، ناهيك عن أعداد الجرحى الذين لم يسلموا من ملاحقة الجنود الفرنسيين لاستكمال مجازرهم وقد استمر الأمر أزيد من أسبوع والهدف من ذلك تصفية جيوب المقاومة في مختلف المناطق ومن الجانب الفرنسي سقط حوالي 60 فتيلا وعلى رأسهم الجنرال «بوسكاران» الذي دفن هناك وقائد الفيلق موران بالإضافة إلى أعداد هامة من الجرحى.

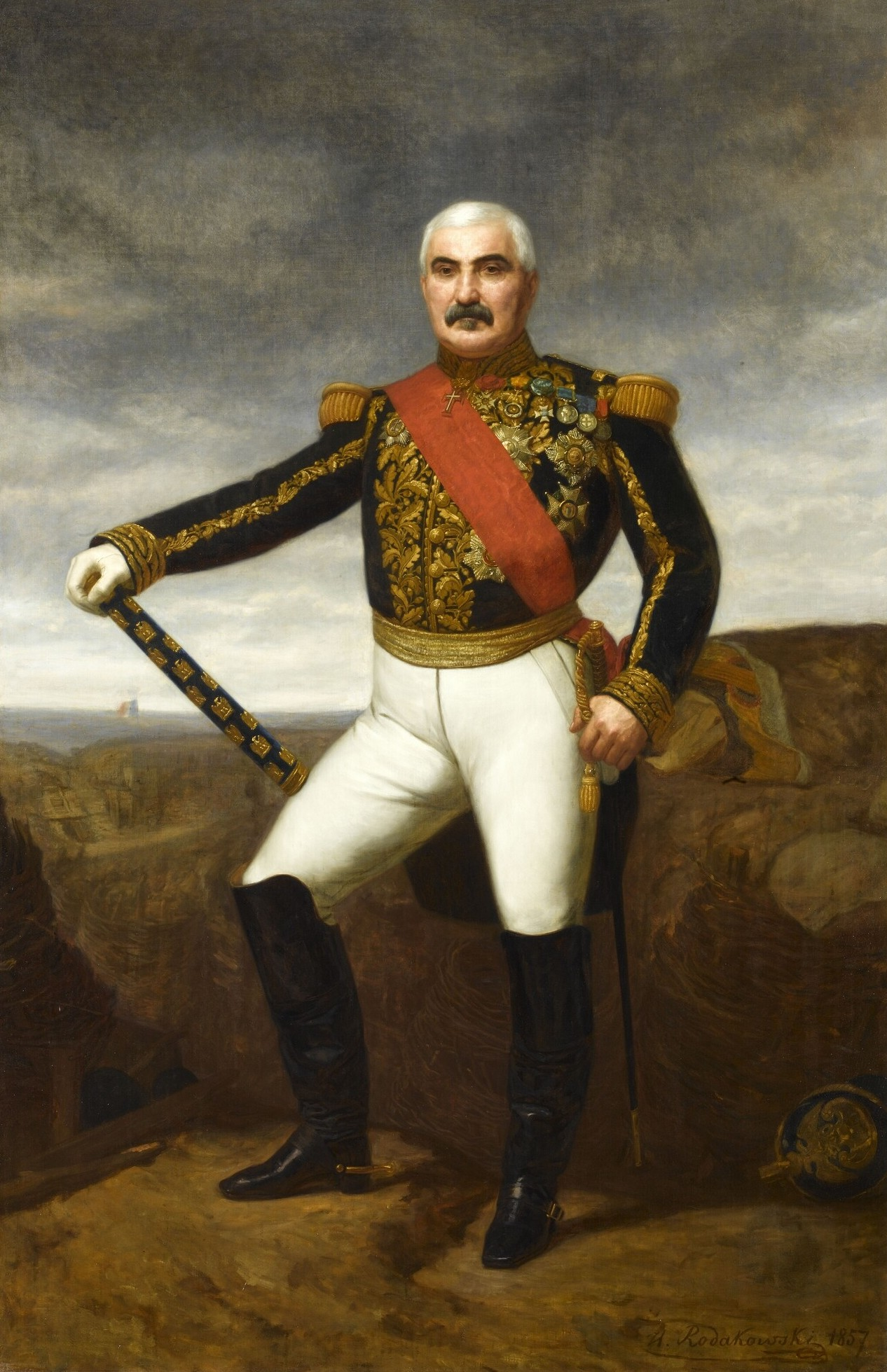
الجنرال بيليسيه

#### نتائج المقاومة
كان سقوط الأغواط بمثابة انتصار لفرنسا وقد اعتبرته خطوة هامة للتوسع في عمق الصحراء الجزائرية وإخضاعها، فضلا عن أنه يرمي إلى:
- إخضاع بني مزاب وحملهم على المرور بالأغواط إجباريا.[8]
- مراقبة التموين بالمؤونة من مخازن الأغواط وفرض غرامات على أهل الصحراء.
- عزل قبائل أولاد نايل والأرباع وراء مرتفعات جبل عمور.
- تحويل الأغواط إلى مركز للإدارة والتحكم في شؤون التجارة إلى عمق الصحراء.
- اعتبار الأغواط نقطة انطلاق للتوسع الفرنسي في الصحراء الجزائرية. غير أن المقاومة بقيادة الناصر بن شهرة ومحمد بن عبد الله استمرت على نفس الوتيرة مما عاق عملية التوسع الفرنسي في الصحراء وخاصة بعد أن تكللت هذه المقاومة باندلاع مقاومة أولاد سيدي الشيخ، وبروز محمد بن التومي المدعو الشريف بوشوشة.

## روابط خارجية
- فرنسا وظّفت الكيماوي في جريمة 1852 / 3800 جزائري أبيدوا حرقا بالأغواط! - موقع بوابة الشروق الجزائري. نشر 2016/11/04.
- الملف المطمور: عندما ارتكبت فرنسا أول إبادة جماعية بالأسلحة الكيماوية في الأغواط - موقع ساسة بوست. الكاتب: خالد بن الشريف -نشر: 14 مايو،2015